# Maximiliano Rodríguez Maeso
Maximiliano Rodríguez Maeso (Montevideo, 2 ottobre 1990) è un ex calciatore uruguaiano, di ruolo centrocampista.

## Caratteristiche tecniche
Trequartista, può giocare come ala su entrambe le fasce.